# Conthey
Conthey je obec ve švýcarském kantonu Valais. Je hlavním sídlem okresu Conthey. Žije zde přibližně 8 700 obyvatel. 

## Geografie

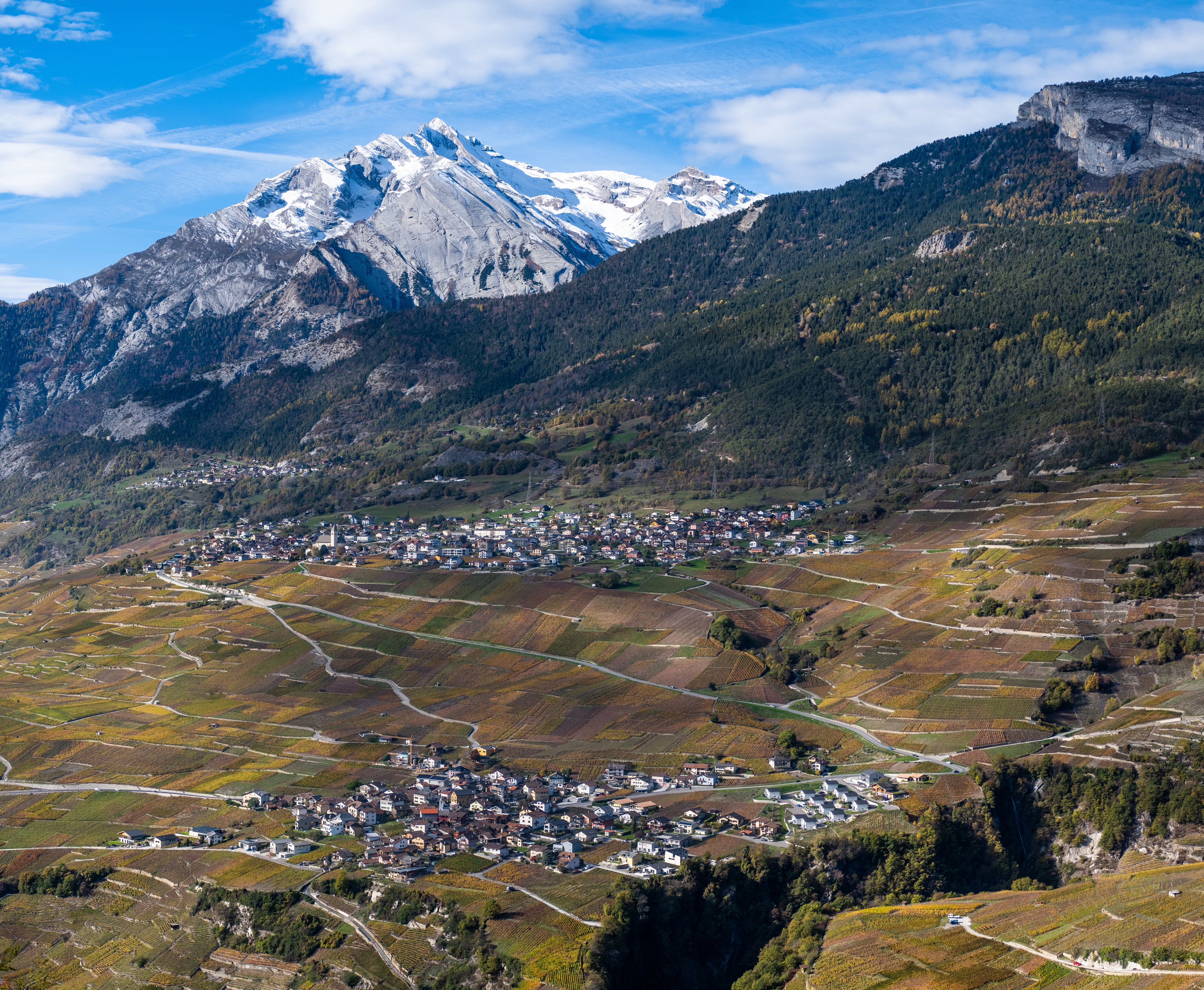
Sensine a Erde s okolními vinicemi

Obec se rozkládá od ledovce Tsanfleuron na hranici s kantonem Vaud až k břehům řeky Rhôny, od nadmořské výšky přes 3 000 metrů do 460 metrů nad mořem. K obci celkem deset vesnic (místních částí): Aven, Erde, Premploz, Daillon, Sensine, St-Séverin, Le Bourg, Vens, Conthey a Châteauneuf, přičemž největší z nich - Plan-Conthey a Châteauneuf - leží v rovině Rhôny a menší jako Sensine, Erde, Premploz a Daillon v různých nadmořských výškách až do 930 metrů.
K obci patří také jezero Lac de Derborence a jezero Bassin de Godey.

## Historie
V keltské a římské době tvořila řeka Morge u Conthey hranici mezi Sedunem a Veragrem. V letech 1900–1901 byly v Plan-Conthey objeveny pozůstatky vilového komplexu. Na jeho západní straně byla odkryta klenutá pohřební komora se dvěma výklenky, do nichž byly zapuštěny olověné sarkofágy. Ty byly zčásti překryty znovu použitými stélami z 1. století n. l. Nalezen byl také dvanáctidílný skleněný servis vyrobený v Malé Asii ve 4. století n. l. V roce 1891 byl nalezen skleněný servis, který se nacházel na místě nálezu. Další olověné sarkofágy nalezené ve stejné oblasti v letech 1883–1930 obsahovaly slavnostní plášť z vlny a čínského hedvábí, dubové listy z koruny a mince, včetně jedné z mincí z doby vlády Constantia II. (337–361 n. l.). Vila a mauzoleum tedy patřily bohaté a vznešené rodině z pozdní doby římské.
Conthey bylo sídlem místodržitelství a v roce 1254 se stalo hlavním městem stejnojmenné kastelánie, a tím i centrálních území savojského hraběte ve Valais. Conthey, ležící na pravém břehu řeky Morge, bylo součástí pohraniční oblasti, kde se opakovaně odehrávaly bitvy mezi vojsky savojského a sionského biskupa (1348, 1384, 1416, 1475). V roce 1324 udělil Eduard Savojský Conthey tržní práva. V roce 1352 udělil Amadeus VI. Savojský opevněnému tržnímu městu (bourg) další svobody, které byly rozšířeny v letech 1356, 1364, 1419, 1431 a 1457. Savojsko chtělo z Conthey vytvořit centrum srovnatelné se Sionem. Kastelán - ke kastelánům patřilo jak samotné tržní město, tak i vesnice Vétroz a Nendaz - měl civilní, vojenské a soudní pravomoci, o které se dělil s místodržícím. Horské vesnice Daillon, Aven, Erde a Premploz byly sdruženy v meierei; rychtář (meier) sídlící v Daillonu velel vojsku. Hrad vicedomina byl zničen v roce 1375 a hrad kastelána v roce 1475 a význam tržního města upadal. V letech 1475 až 1798 patřilo Conthey k hejtmanství Saint-Maurice, které bylo poddanským územím kraje Valais. V roce 1802 se Conthey stalo součástí okresu Sion; od roku 1815 tvoří spolu s okolními obcemi okres Conthey.

Letecký pohled (1955)

Místodržitelství Conthey dávalo jednotlivým obcím, které do roku 1798 zahrnovalo, volnou ruku ve vnitřní správě. V 19. století se část starého panství stala politickou obcí; v roce 1815 byla zřízena obecní rada.
Kostel v Plan-Conthey, připomínaný v roce 1146, patřil opatství Saint-Maurice. Románský kostel Saint-Séverin pochází z druhé čtvrtiny 12. století. Patřil pod patronát biskupa, původně byl filiálním kostelem Plan-Conthey a stejně jako kaple ve Vétroz se před koncem 12. století stal farním kostelem. Farnost Erde, která se skládá z výše položených vesnic, byla založena v roce 1929.
Až do konce 18. století se v částečně bažinaté údolní nivě hospodařilo na orné půdě, na úpatí hor se vysazovaly vinice a pole a na svazích se obdělávaly lesy a pastviny. Pastviny se využívaly také ve všech třech výškových pásmech. V 19. století se pod nadmořskou výškou 800 m vysazovalo stále více vinic a chov dobytka částečně nahradil pěstování obilovin. Nová železniční trať podpořila vývoz vína a živočišných produktů. Přehrazení řeky Rhôny otevřelo od roku 1850 nové oblasti pro pěstování. Po roce 1950 se v Conthey usadily malé a střední podniky, což změnilo jeho hospodářskou strukturu. V letech 1980–1990 prudce vzrostl počet obyvatel a Conthey se stalo částečně rezidenční obcí (více než polovina obyvatel pracuje mimo obec, především v Sionu).
Dnes je Conthey známé především jako regionální nákupní centrum a po Satigny, Chamosonu a Sionu jako čtvrtá největší vinařská obec ve Švýcarsku. Stejně jako ostatní oblasti v údolí Rhôny má Conthey mírné klima s podprůměrnými srážkami.

## Obyvatelstvo

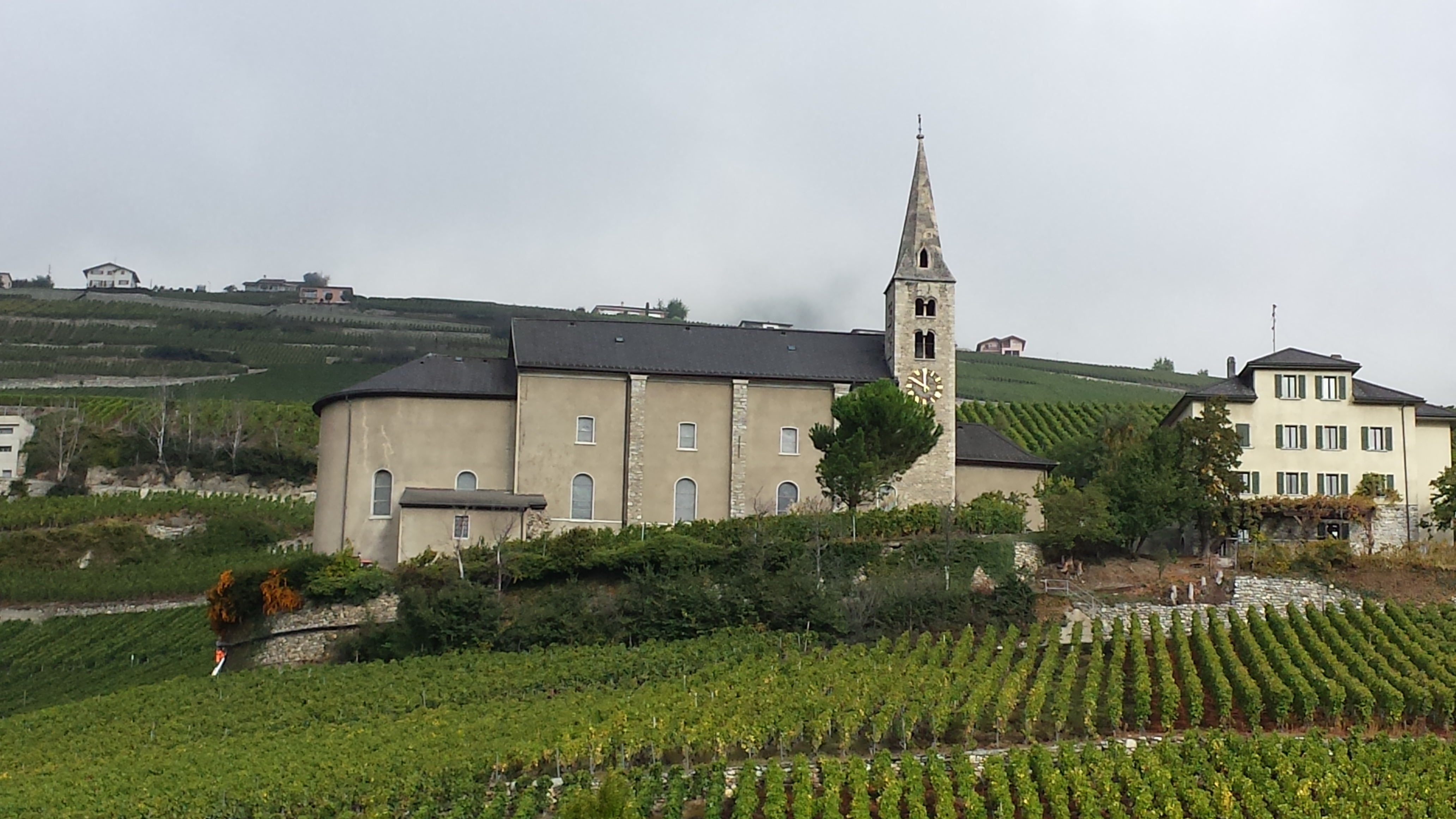
Kostel v St-Séverin

| Rok            | 1850 | 1900 | 1950 | 1980 | 1990 | 2000 | 2010 | 2012 | 2014 | 2015 | 2016 | 2020 |
| Počet obyvatel | 2488 | 2920 | 3485 | 4828 | 5853 | 6261 | 7708 | 8054 | 8315 | 8485 | 8674 | 8857 |

## Hospodářství
Po staletí je Conthey zemědělskou, zejména vinařskou obcí. I v 21. století je vinařství důležitým odvětvím místního hospodářství a obec je jednou z největších vinařských obcí ve Švýcarsku vůbec.
Dôle Blanche je oblíbené bílé víno, které se vyrábí ze dvou odrůd červených hroznů, gamay a pinot noir. Dôle Blanche poprvé vytvořil Francois Udry v kavárně Café de l’Union v Conthey v roce 1922. V roce 1984 se termín Dôle Blanche stal obecným názvem v celém kantonu Valais.

## Doprava

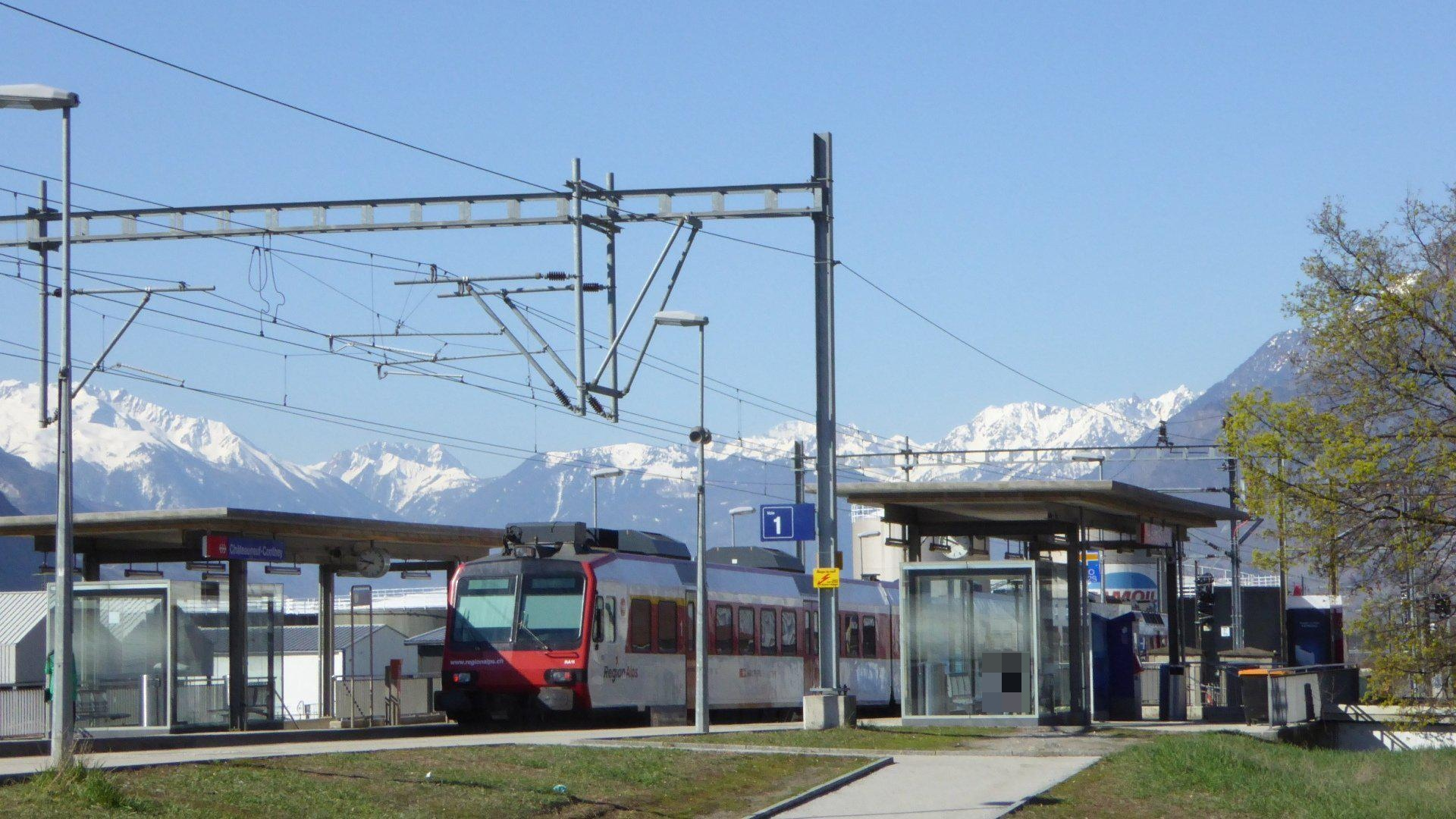
Železniční zastávka Châteauneuf-Conthey

Obec leží nedaleko dálnice A9, vedoucí z Lausanne do Sionu (exit 25 Conthey). Také jí prochází důležitá Simplonská dráha ze Ženevy do Milána, s železniční zastávkou Châteauneuf-Conthey, ve které zastavují regionální vlaky.
Místní dopravu a spojení s okolními obcemi zajišťují kromě vlaků také poštovní autobusové linky.